# نقار خشب برتقالي الخلف
نقار خشب برتقالي الخلف (الاسم العلمي: Reinwardtipicus validus) هو نوع من فصيلة نقار الخشب.